# Васерлауф, Ицхак
Ицхак Шимон Вассерлауф ( ивр. יצחק וסרלאוף‎, родился 14 августа 1992 года) —  израильский политический и государственный деятель, министр развития Негева, Галилеи и национальной устойчивости, депутат Кнессета от партии «Оцма Йехудит». Он также был генеральным директором партии «Оцма Йехудит».

## Биография
Ицхак Вассрлауф родился в Старом городе Иерусалима в семье Лишахара, раввина и педагога, который возглавлял ешиву «Эхават Хаим» в Кохав-ха-Шахар. Он учился в ешиве средней школы «Натив Меир» и в то же время служил инструктором, а затем коммунаром в филиале Бней Акива в Старом городе. В 17 лет он был назначен заместителем председателя молодежной части партии «Национальное единство».
Учился в Иешиват-хесдер в Маалоте, зачислен в марте 2012 года в бригаду Голани и служил в роте Б 12-го батальона. После окончания военной службы продолжил обучение в ешиве Хесдер в Бейт-Шеане. В 2014 году начал учиться в колеле при ешиве «Орот Авив» в районе Шапира, которую возглавлял раввин Ахаид Эттингер . В 2018 году колель закрылся, Вассерлауф перешел учиться в ешиву поселения «Оз ва Амона» на юге Тель-Авива, которую он основал вместе с раввином Эттингером, впоследствии убитым в результате нападения недалеко от Ариэля . После убийства он основал ассоциацию «Ахияд», которая работает над тем, чтобы придать еврейский колорит районам Неве-Шаанан и Флорентин посредством соблюдения ядра Торы и изменить порядок национальных приоритетов, чтобы больше ресурсов было направлено на эти районы.
Васерлауф активно участвует в борьбе за изгнание африканских нелегалов  из Южного Тель-Авива. Начиная с выборов в Кнессет двадцать первого созыва, он был включен в список «Оцма Йехудит» и баллотировался в Кнессет как член различных списков, в которых принимала участие его партия.
На выборах в Кнессет 25-го созыва Васерлауф занял пятое место в религиозном сионистском списке — «Оцма Йегудит», получившем 14 мандатов; Васерлауф был избран депутатом Кнессета и приведен к присяге 15 ноября 2022 года. В тридцать седьмом правительстве Израиля он был назначен министром по развитию Негева и Галилеи. Он самый молодой член Кнессета двадцать пятого созыва и самый молодой министр кабинета.

## Личная жизнь
Женат на Мориа, которая работает юристом отдела консультирования и законодательства Министерства юстиции, у пары имеются трое детей. Семья живет на юге Тель-Авива.
Васерлауф учится на юридическом факультете Ор-Йегуда Академического колледжа Оно.